# Benjamin Wegner
Jacob Benjamin Wegner, född 21 februari 1795 i Königsberg (nuvarande Kaliningrad), död 22 maj 1864 i Kristiania (nuvarande Oslo), var en preussisk-norsk industrialist, diplomat, och godsägare. Han var ägare av och verkställande direktör för Modums blåfärgsverk.